# Jeder ein Berliner Kindl
Jeder ein Berliner Kindl ist Harun Farockis erster Film an der Deutschen Film- und Fernsehakademie Berlin.

## Handlung
Jeder ein Berliner Kindl beschäftigt sich mit den Werbeplakaten der Berliner Kindl Brauerei, die damals um die Ränge des Berliner Sportpalastes hingen. Dargestellt sind verschiedene „Berliner Typen“ mit Bier. Farocki untersucht die Verbindung der Slogans der Werbung zu der sozialen Ordnung der dargestellten Typen.

## Hintergründe
Der Film entstand im Seminar von Erwin Leiser während Farockis erstem Studienjahr. Wann der Film gedreht wurde, ist nicht bekannt, eingereicht wurde er am 2. März 1967 nach „sicherlich hundert Stunden Schnitt“. Harun Farocki schreibt in seiner eigenen Beurteilung, der Film sei „zu verquatscht“.